# Kaan Ayhan
Kaan Ayhan (Gelsenkirchen, 1994. november 10. –) német-török labdarúgó, aki a Galatasaray játékosa kölcsönben a Sassuolótól.

## Statisztika
2015. március 8-i állapot.
| Klub       | Bajnokság  | Szezon   | Bajnokság | Bajnokság | Kupa  | Kupa  | UEFA  | UEFA  | Összesen | Összesen |
| Klub       | Bajnokság  | Szezon   | Mérk.     | Gólok     | Mérk. | Gólok | Mérk. | Gólok | Mérk.    | Gólok    |
| ---------- | ---------- | -------- | --------- | --------- | ----- | ----- | ----- | ----- | -------- | -------- |
| Schalke 04 | Bundesliga | 2013–14  | 14        | 1         | 0     | 0     | 1     | 0     | 15       | 1        |
| Schalke 04 | Bundesliga | 2014–15  | 15        | 0         | 0     | 0     | 4     | 0     | 19       | 0        |
| Schalke 04 | Bundesliga | 2015–16  | 1         | 0         | 0     | 0     | 3     | 0     | 4        | 0        |
| Schalke 04 | Bundesliga | Összesen | 30        | 1         | 0     | 0     | 8     | 0     | 38       | 1        |